# Benjamin Hoff
Benjamin Hoff, född 1946, amerikansk författare till böckerna Tao enligt Puh och Te enligt Nasse.